# Engelse Armada
De Engelse Armada was een tegenaanval georganiseerd door koningin Elizabeth I van Engeland in 1589, nadat koning Filips II van Spanje in 1588 een poging had ondernomen om Engeland binnen te vallen, de Spaanse Armada. Beide zijn onderdeel van de Spaans-Engelse Oorlog en Tachtigjarige Oorlog.

## Doelen
De opzet was drievoudig. Het eerste doel was de zwaar gehavende Spaanse vloot na het debacle van de Spaanse Armada, volledig uit te schakelen. Het tweede doel was de onlangs opgerichte Iberische Unie, de unie van Spanje en Portugal, te ontbinden, door troonpretendent Anton I van Portugal te steunen. En ten derde de verovering van de eilandengroep de Azoren, de stopplaats van de Spaanse zilvervloot.

## Verloop
Admiraal Francis Drake viel de havenstad La Coruña aan, terwijl de Spaanse vloot zich in Santander bevond. Bij de aanval op Lissabon onder leiding van generaal John Norreys hadden de Engelsen gerekend op Portugese steun, die kwam er niet. Tegen de tijd dat Francis Drake richting Azoren voer, stond de Spaanse verdediging op scherp. Door het verlies van manschappen door gevechten en ziekte en door een door storm geteisterde vloot, waren de Engelsen genoodzaakt rechtsom te keren.